# Tago (Surigao do Sul)
Tago é um município de  segunda classe de renda municipal (d) na província Surigao do Sul, nas Filipinas. De acordo com o censo de 1 de maio  de  2020 possui uma população de 39 831 pessoas e 9 285 domicílios.